# Riccardo Nowak
Riccardo Nowak (Bergamo, 25 dicembre 1879 – Bergamo, 18 febbraio 1950) è stato uno schermidore italiano, specializzato nella spada e nella sciabola.
Ai Giochi della IV Olimpiade, disputatisi a Londra nel 1908, si è aggiudicato una medaglia d'argento nella competizione di sciabola a squadre dopo essere stato eliminato ai primi turni in quella individuale. Quattro anni dopo partecipa alle gare di spada uscendo ancora prematuramente in quella individuale e sfiorando il bronzo in quella a squadre.